# CA Tubarão
Der CA Tubarão ist ein Fußballverein aus Tubarão im brasilianischen Bundesstaat Santa Catarina.

## Geschichte
Tubarão wurde am 14. April 2005 als Associação Cultural, Recreativa e Esportiva Atlético Cidade Azul gegründet. Nachdem sich abgezeichnet hatte, dass der ortsansässige Tubarão FC 2005 seinen Spielbetrieb einstellen würde, hatte der Associação Cultural Recreativa e Esportiva Cidade Azul, Kultur-, Freizeit- und Sportverein Cidade Azul, die Bestrebung den Profifußball in der Stadt nicht allein dem Hercílio Luz FC zu überlassen. Als Maskottchen des Klubs wurde der Hai gewählt. Der Ortsname Tubarão steht im portugiesischen auch für diesen Fisch, auch wenn der Fisch nicht im Zusammenhang mit der Namensfindung des Ortes steht. Tubarão wurde nach einem einheimischen Stammesführer namens Tubanharô benannt. Das Wort stammt aus der Sprache der Guaraní und bedeutet wilder oder tapferer Vater.
Bereits im Jahr seiner Gründung trat der Klub in der Série B1 der Staatsmeisterschaft von Santa Catarina, deren dritten Liga, an. Am 15. Mai trat Cidade Azul beim Concórdia AC an und debütierte mit einem 2:1 erfolgreich. Der Klub erreichte das Halbfinale. In diesem traf man auf die zweite Mannschaft des Figueirense FC. In den beiden Partien verlor Cidade Azul mit 0:1 und 1:3. Aufgrund des Umstandes, dass der regionale Fußballverband von Santa Catarina, der Federação Catarinense de Futebol (FCF), keine Reservemannschaften oder B–Mannschaften in der obersten Spielklasse antreten ließ, durfte Cidade Azul 2006 in der Série A2 antreten. Diese diente als Qualifikationsrunde zur obersten Spielklasse. In dieser erreichte einen enttäuschenden elften Platz bei zwölf Teilnehmern und Cidade Azul fand sich 2007 in der Série B1 wieder. In dieser erreichte man in der ersten und zweiten Runde die Finals, welche beide gewonnen werden konnten und die Qualifikation zur obersten Liga der Staatsmeisterschaft 2008 bedeutete.
Aufgrund von Fanprotesten wechselte der Klub vor Beginn des Turniers 2008 seinen Namen in den heute gültigen Clube Atlético Tubarão. In der Staatsmeisterschaft gab Tubarão seinen Einstand am 13. Februar zuhause gegen den Avaí FC. Das Treffen ging mit 0:3 verloren und am Ende der Meisterschaft hatte der Klub in seinen elf Partien nur sechs Unentschieden erreicht. Dieses Ergebnis reichte nur für den letzten Platz, musste aber nicht absteigen. Dieses allerdings nach der Ausgabe 2009. Hier standen nach 18 Spielen nur ein Sieg und zwei Unentschieden zu Buche.
Durch eine Partnerschaft mit der K2 Soccer S/A erfolgte 2015 die Umwandlung in ein wirtschaftliches Unternehmen und die Clube Atlético Tubarão SPE LTDA wurde gegründet (SPE = Sociedade de Propósito Específico, auf Deutsch Zweckgesellschaft). K2 Soccer hielt 99 % der Anteile an dem neuen Unternehmen, während der Tubarão die restlichen 1 % übernahm. Das Unternehmen soll 20 Jahre bestehen, mit der Option der Verlängerung um weitere 20 Jahre.
Erst nach Abschluss der Meisterschaft 2017 kehrte Tubarão in die oberste Liga zurück. In dem Jahr konnte sich der Klub den Staatspokal von Santa Catarina mit 2:1 und 0:0 gegen Brusque FC gewinnen. Der Erfolg berechtige Tubarão zur erstmaligen Teilnahme am Copa do Brasil, dem nationalen Pokalwettbewerb. Im Copa do Brasil 2018 traf der Klub in der ersten Runde in der Gruppe 1 auf den América FC (RN). Dieser konnte mit 2:0 geschlagen werden. In der zweiten Runde musste man beim Erstligaklub Athletico Paranaense antreten. Tubarão unterlag zwar, konnte aber mit einem 4:5 einen Achtungserfolg erreichen. Als Dritter der Staatsmeisterschaft 2018 konnte eine zweite Teilnahme am Copa do Brasil erreicht werden. Im Copa do Brasil hieß der Gegner in der ersten Runde Grêmio Esportivo Brasil. Das Ergebnis lautete 0:0 und Grêmio zog als besser platzierter im CBF-Ranking (Platz 127 vs. Platz 41) in die nächste Runde ein.
Tubarão konnte zwar von 2018 bis 2020 in der Série D, der vierten nationalen Liga, antreten, stieg aber in der Folge sportlich bis in die vierte Liga der Staatsmeisterschaft ab, von dem er sich langsam erholt.

## Teilnahme an Fußballwettbewerben
| Wettbewerb                   | Teilnahmen                        |
| ---------------------------- | --------------------------------- |
| Copa do Brasil               | 02× – 2018, 2019                  |
| Série D                      | 03× – 2018, 2019, 2020            |
| Staatsmeisterschaft          | 06× – 2008–2009, 2017–2020        |
| Staatsmeisterschaft Série A2 | 01× – 2006                        |
| Staatsmeisterschaft Série B  | 11× – 2010–2016, 2021–2022, 2024– |
| Staatsmeisterschaft Série B1 | 02× – 2005, 2007                  |
| Staatsmeisterschaft Série C  | 01× – 2023                        |
| Staatspokal                  | 04× – 2013, 2017, 2018, 2019      |

## Erfolge
- Staatsmeisterschaft von Santa Catarina – Série B1: 2007
- Staatspokal von Santa Catarina: 2017